# Шиштаровец
Шиштаровец (рум. Șiștarovăț) — село у повіті Арад в Румунії. Адміністративний центр комуни Шиштаровец.
Село розташоване на відстані 383 км на північний захід від Бухареста, 37 км на південний схід від Арада, 48 км на північний схід від Тімішоари.

## Населення
За даними перепису населення 2002 року у селі проживали 298 осіб. Рідною мовою 287 осіб (96,3%) назвали румунську.
Національний склад населення села:
| Національність | Кількість осіб | Відсоток |
| -------------- | -------------- | -------- |
| румуни         | 278            | 93,3%    |
| цигани         | 11             | 3,7%     |